# Hochnissl
De Hochnissl (ook Hochnißl of Hochnißlspitze) is een 2546 meter hoge bergtop in het oostelijke deel van de Hinterautal-Vomper-keten van het Karwendelgebergte in de Oostenrijkse deelstaat Tirol.
Een beklimming van de top geeft, 2000 meter boven het Inndal, een weids uitzicht over de Karwendel en andere omringende gebergten en dalen. De meest gebruikelijke tocht naar de top loopt vanaf de Lamsenjochhütte via de Lams- of Brudertunnel of via de kloof Lamsenscharte. Ook voert een route vanaf het Gasthof Karwendelrast op de Vomperberg naar de top.